# Alan el Dinosaurio

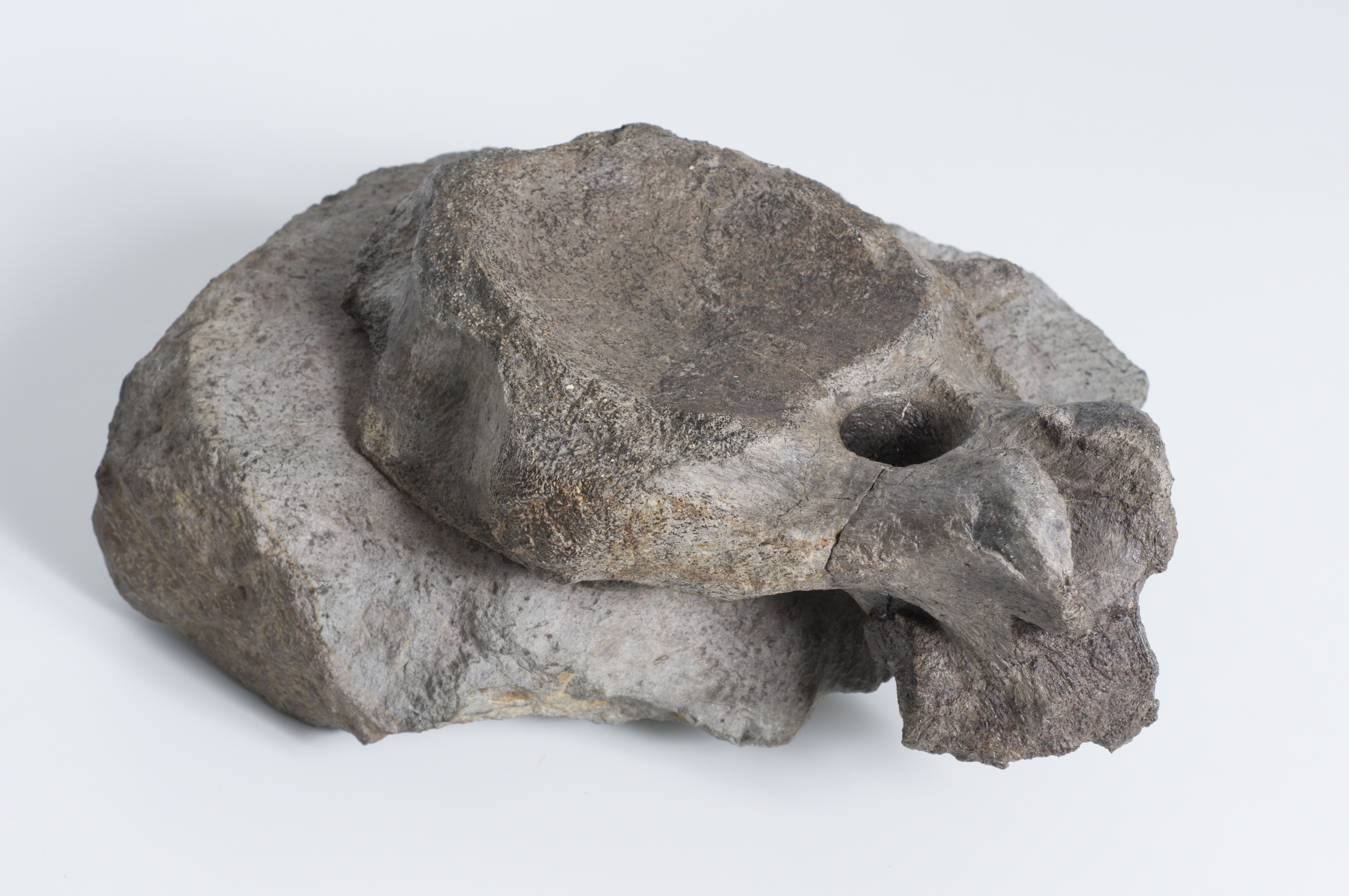
Fósil de saurópodo, 'Alan el dinosaurio' YORYM 2001 9337-1

"Alan el dinosaurio" es el nombre dado a una vértebra caudal de saurópodo catalogada bajo el número YORYM:2001.9337 encontrada en la Formación Saltwick del Jurásico Medio, durante el Aaleniense, de Whitby, Inglaterra. Es el saurópodo más antiguo encontrado en el Reino Unido, data de entre 176 a 172 millones de años. Obtuvo el apodo de Alan Gurr, quien lo encontró en 1995 y porque no es identificable a nivel de especie. Un análisis realizado en 2015 encontró que era un miembro de Eusauropoda, podría excluirse de Diplodocoidea y era más similar a Cetiosaurus.
El notable fósil fue encontrado en Whitby por Alan Gurr, durante un viaje de campo con el geólogo Phil Manning. Después de que un trozo significativo de arenisca cayera de la pared del acantilado, Gurr inspeccionó la piedra y vio un fragmento de vértebra. Debido a que el fósil no es identificable a nivel de especie, se le llamó 'Alan' en honor a su buscador. El fósil está encerrado en arenisca y mide 145 milímetro de largo.
El fósil de "Alan" se encuentra en el Museo de Yorkshire, donde forma parte de la exhibición Jurassic World de Yorkshire, que presenta una recreación de realidad virtual.